# Padomasan (Reban)
Padomasan is een bestuurslaag in het regentschap Batang van de provincie Midden-Java, Indonesië. Padomasan telt 1944 inwoners (volkstelling 2010).